# 台湾共和国
台湾共和国（たいわんきょうわこく、英：Republic of Taiwan）は、「中華民国」としてではなく「台湾」として台湾本島一帯の国家建設を目標とする台湾独立運動（台独）の支持者が、運動の最終目標として樹立を目指している想定上の国家。独立運動の到達目標が明確になっておらず、必ずしも共和制の政治体制を目指すとは限らないことを配慮して「台湾国」（繁体字中国語: 臺灣國/台灣國、台湾語:Tâi-oân Kok）という名称が使用されることもある。

## 定義
台湾独立運動は「台湾正名運動」の理論に基づき、現在台湾地区を統治している中華民国の国号を台湾共和国に改めることを目的としている。
中華民国と中華人民共和国の間では「台湾独立」に対する認識が異なる。中国側は「台湾地区が中華人民共和国から分離し、台湾共和国として独立する」と認識してこれに反対し、台湾側は「現在の中華民国は元々中華人民共和国とは別個の国家であり、中華民国という国号を台湾共和国に改めるのみで台湾独立が達成される」と認識している。

## 歴史
台湾共和国の樹立構想は日本統治時代に台湾の独立運動家の間で初めて提唱され、台湾共産党は1920年代後半から積極的に民族解放の名分でこれを標榜していた。日本の敗戦に伴う中華民国による台湾の接収（台湾光復）後、特に二・二八事件以降、台湾共和国の樹立は廖文毅を中心とした独立運動家の間の明確な目標となり、1956年に東京で台湾共和国臨時政府が樹立された。

## 憲法草案

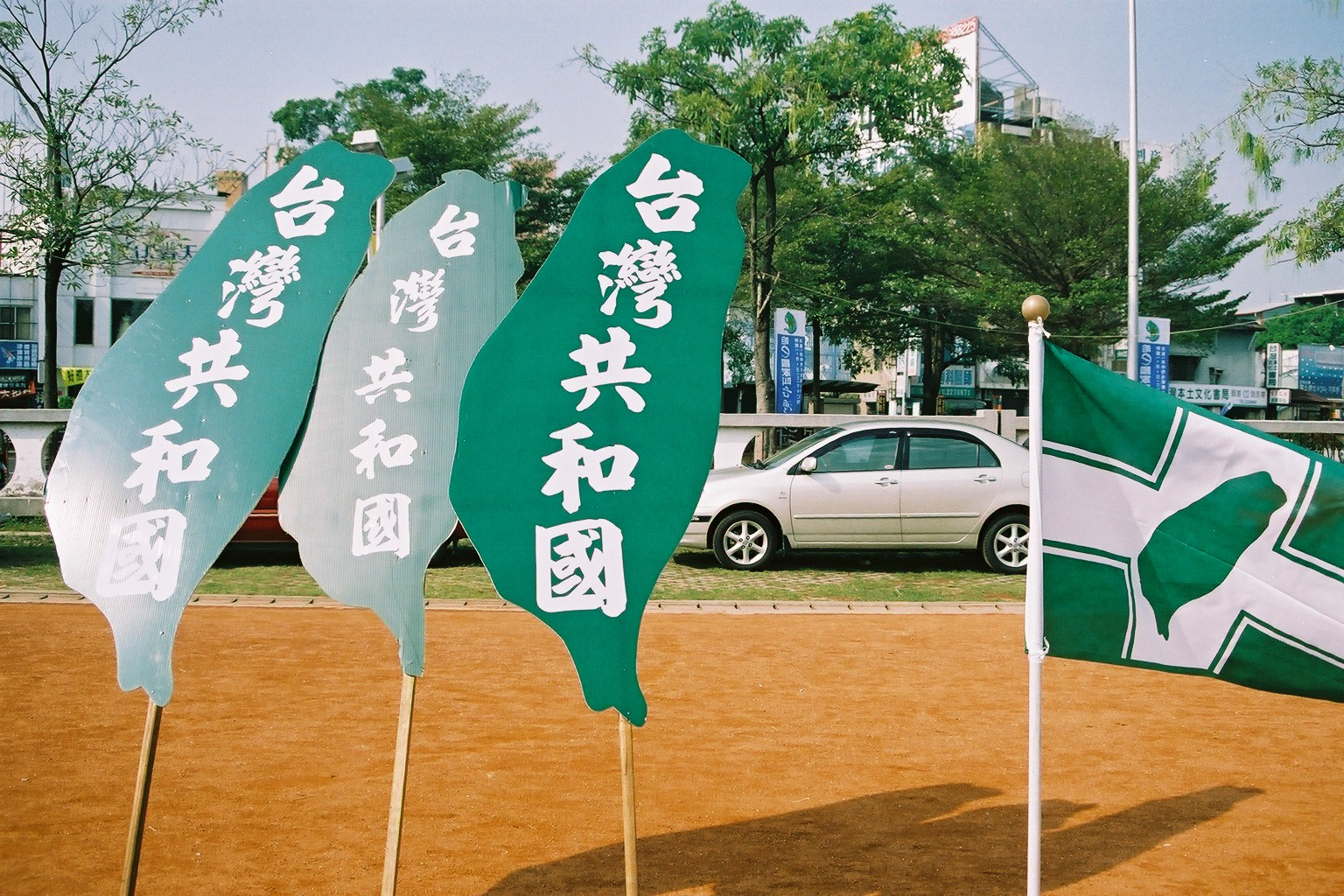
「台湾共和国」の樹立を訴える看板（台中で）

台湾独立運動では、運動の一環として台湾共和国の憲法草案が発表された事があった。台湾共和国臨時政府を除けば、最も早く発表された草案は1988年に許世楷（元台北駐日経済文化代表処代表）が発表した案である。その後、1991年10月に民主進歩党は許信良の主導で「台湾共和国建設」を党綱領修正で盛り込み、2003年には台湾団結連盟（台連）が台湾共和国憲法の『制憲綱領』を発表している。
なお、許世楷の憲法草案では、中華民国が実効統治する福建省の金門島、馬祖島（金馬地区）を台湾共和国の領土として包括していない（第4条）。しかしその一方で、台連が発表した『制憲綱領』では金馬地区も台湾共和国の領土に包括しており、金馬地区を巡っては意見が分かれている。現在、台湾共和国樹立の動きは、現状維持派が多数を占め、急進的な独立派・統一派とも決め手を欠いている現在の台湾世論では大多数から支持を受けにくい状況にある。

## 国旗案
台湾共和国の樹立運動を通じて、共和国の国旗または台湾独立運動（台独）を象徴する旗が複数提案されてきた。
1956年樹立の台湾共和国臨時政府は藍底白色日月旗を国旗としていたが、臨時政府以外で使われることは無かった。また、1994年に開催された第二次台湾人民制憲会議（6月24日～25日）において、劉瑞義が設計した四族同心旗（別称：八菊旗）が国旗として採択されたものの、こちらも台独活動家の間には広く普及しなかった。その後、2007年に世界台湾人大会（World Taiwanese Congress; WTC）がカナダの国旗を参考として台湾旗（たいわんき）を発表すると、台独支持者の間で広く普及するようになり、現在では台独の象徴となっている。更に、台湾国パスポートステッカー運動の発案者である陳致豪も、台湾総督府の紋章を土台とした台字翠青旗を提案している。

藍底白色日月旗（台湾共和国臨時政府旗）
四族同心旗（八菊旗、あるいはクローバー旗）：中央の紋章は日本の十六菊花紋を真似た八菊花紋である。しかし、この旗は菊花紋の重数が日本より半分少なく、日本の臣下に見えるという非難を受けた為、最終的に廃案となった。
台湾旗：台湾独立運動で最も使われているの旗で、民主進歩党の印でもある。台湾本土以外でも、世界台湾人大会（中国語版）・日本の台湾支援者協会・日本李登輝友の会など台独支持者が使用している。
台字翠青旗：中央の△と▽の紋様は日本統治時代の台湾總督府の紋章に由来しており、台湾の「台」の文字を変形させた文様である。